# Municipio de Tarímbaro
El municipio de Tarímbaro es uno de los 113 municipios en que se encuentra dividido el estado mexicano de Michoacán de Ocampo. Su cabecera municipal es la ciudad homónima.

## Toponimia
Tarímbaro es una palabra de origen purépecha que significa ‘lugar de sauces’. El vocablo Tarhímu se traduce como ‘sauce’.

## Ubicación, superficie y límites
Tarímbaro se encuentra en el norte del estado de Michoacán y abarca una superficie aproximada de 256.62 km². 
Limita al norte con los municipios de Copándaro, Cuitzeo y Álvaro Obregón; al este con los municipios de Álvaro Obregón y Charo; al sur con los municipios de Charo y Morelia, al oeste con los municipios de Morelia y Copándaro.
La ciudad de Tarímbaro, cabecera del municipio, se encuentra aproximadamente en la ubicación 19°47′38″N 101°10′37″O / 19.79389, -101.17694, a una altitud de 1870 m. s. n. m.
Junto con los municipios de Acuitzio, Álvaro Obregón, Copándaro, Cuitzeo, Charo, Chucándiro, Indaparapeo, Huandacareo, Morelia, Queréndaro, Santa Ana Maya y Zinapécuaro, integra la región 3. Cuitzeo del estado de Michoacán.

## Reseña histórica
El valle donde se ubica Tarímbaro perteneció antes de la conquista a la princesa tarasca doña Beatriz de Castillejo, hermana de Tanganxoán II último Caltzontzi de los tarascos. La propiedad le fue confirmada después de la conquista por cédula real expedida por Carlos V en 1545. Los primeros pobladores los trajo Doña Beatriz de la falda del cerro de San Miguel, hoy cerro de Quinceo. Posteriormente, la orden religiosa de los franciscanos edificó un templo para la evangelización de los naturales. En el templo es objeto de veneración una imagen pintada sobre la pared, perfectamente conservada, que representa a la virgen de la Escalera. El culto a la imagen fue promovido por Fray Juan Reina en 1757.
El nombre original del poblado fue San Miguel Tarímbaro, por haber sido puesto bajo la protección de dicho arcángel. Desde la época de la conquista hasta 1835 perteneció a la intendencia de Valladolid. En 1891 se registraron 2,408 habitantes en la cabecera del municipio, en 1930 hubo una disminución de la población al registrarse 1,438 habitantes. Se constituyó en municipio el 10 de diciembre de 1831, en 1894, se le dio la categoría de tenencia perteneciente al municipio de Morelia y el 26 de febrero de 1930 se le otorgó nuevamente la categoría de municipio.

### Personajes ilustres
Doña Isabel Beatriz de Castilleja Inaguitzin, (heredera de Tarímbaro en el último tercio del siglo XVI) bisnieta de Tanganxoán Tzinzicha, último Cazonci del imperio purépecha, torturado y asesinado por órdenes de Nuño de Guzmán en la ribera del río Lerma, cerca de Puruándiro un 14 de febrero de 1530.
Zacarías Aburto, en la segunda mitad del siglo XIX, fungió como abogado defensor de los indígenas en los pleitos sobre el reparto de las tierras comunales; en virtud, de que eran objeto de robo por parte de estancieros, hacendados y autoridades administrativas. Aburto murió en Tarímbaro el 9 de diciembre de 1899 a la edad de 60 años, afectado por la tuberculosis.
Bernabé de Jesús Méndez Montoya, sacerdote, mártir y beato. Primer Santo Michoacano canonizado por Juan Pablo II el 21 de mayo de 2000. El padre Bernabé de Jesús Méndez Montoya nació en Tarímbaro, un 10 de junio de 1880. Fue hijo de Florentino Méndez y María Cornelia Montoya. Fue bautizado, confirmado e hizo su primera comunión en Tarímbaro. Concluyó sus estudios en el Seminario Tridentino de Morelia y fue consagrado sacerdote el 3 de junio de 1906. El último escenario de sus labores apostólicas fue Valtierrilla, Guanajuato, en donde ofrendó su vida por Cristo Rey el 5 de febrero de 1928. El 22 de noviembre de 1992, Juan Pablo II realizó la beatificación de 26 mártires mexicanos que ofrendaron sus vidas durante la persecución religiosa en la presidencia de Plutarco Elías Calles.

## Demografía
La población total del municipio de Tarímbaro es de 114 513 habitantes, lo que representa un crecimiento promedio de 3.9% anual en el período 2010-2020 sobre la base de los 78 623 habitantes registrados en el censo anterior. Al año 2020 la densidad del municipio era de 447,9 hab/km².
| Gráfica de evolución demográfica de Municipio de Tarímbaro entre 2000 y 2020 |
|                                                                              |
| Fuente: Instituto Nacional de Estadística Geografía e Informática            |

En el año 2010 estaba clasificado como un municipio de grado muy bajo de vulnerabilidad social, con el 4.37% de su población en estado de pobreza extrema.
La población del municipio está mayoritariamente alfabetizada (6.24% de personas analfabetas al año 2010) con un grado de escolarización en torno de los 8.5 años. Solo el  0.72% de la población se reconoce como indígena.
El 84.88% de la población profesa la religión católica. El 4.45% adhiere a las iglesias Protestantes, Evangélicas y Bíblicas.

### Localidades
En el censo de 2020 el municipio de Tarímbaro contaba con 106 localidades.
| Código INEGI      | Localidad                   | Población (2020) |
| ----------------- | --------------------------- | ---------------- |
| 160880124         | Galaxia Tarímbaro           | 9 764            |
| 160880145         | Metrópolis II               | 9 127            |
| 160880164         | Hacienda del Sol            | 8 608            |
| 160880001         | Tarímbaro                   | 6 853            |
| 160880017         | Cuto del Porvenir           | 5 130            |
| 160880114         | Real Hacienda               | 4 385            |
| 160880038         | Téjaro de los Izquierdo     | 4 214            |
| 160880140         | Campestre Tarímbaro         | 3 536            |
| 160880065         | El Trébol                   | 3 185            |
| 160880132         | Puerta del Sol              | 2 911            |
| 160880039         | Uruétaro                    | 2 857            |
| 160880033         | San Pedro de los Sauces     | 2 629            |
| 160880147         | San Bernabé de las Canteras | 2 573            |
| 160880166         | Las Espigas                 | 2 461            |
| 160880146         | Rinconada de los Sauces     | 2 216            |
| 160880168         | Los Ruiseñores              | 2 116            |
| 160880135         | Valle Real                  | 1 749            |
| 160880019         | Miguel Hidalgo              | 1 410            |
| 160880171         | Colinas de la Palma         | 1 385            |
| 160880127         | Laureles Eréndira           | 1 379            |
| 160880026         | La Palma                    | 1 336            |
| 160880134         | San José de la Palma        | 1 318            |
| 160880027         | Peña del Panal              | 1 244            |
| 160880009         | El Colegio                  | 1 234            |
| 160880131         | Privadas del Sol            | 1 225            |
| 160880162         | Hacienda el Encanto         | 1 209            |
| 160880018         | Exhacienda de Guadalupe     | 1 200            |
| 160880014         | El Cuitzillo Grande         | 1 172            |
| 160880143         | Paseos del Valle            | 1 126            |
| 160880123         | Erandeni                    | 1 121            |
| 160880015         | Cuparátaro                  | 1 072            |
| Otras localidades | Otras localidades           | 22 768           |
| Total municipal   | Total municipal             | 114 513          |

## Salud y educación
En 2010 el municipio tenía un total de 12 unidades de atención de la salud, con un personal médico de 18 personas. El 25.2% de la población (25 384 personas), no contaban con acceso a servicios de salud.
Según los datos relevados, ese mismo año el municipio contaba con escuelas de nivel preescolar, primario y secundario, dos escuelas de educación media superior (bachilleratos) y una escuela de educación para el trabajo. El 18.3% de la población mayor de 15 años (18 422 personas), no había completado la educación básica, carencia social conocida como rezago educativo.

## Economía
En general, las principales actividades económicas de los habitantes del municipio son la agricultura y la industria láctea.
Según el número de unidades activas relevadas en 2019, los sectores más dinámicos son el comercio minorista, la prestación de servicios de alojamiento temporal y preparación de alimentos y bebidas y, en menor medida, la elaboración de productos manufacturados.

## Turismo y tradiciones
Es famoso en la región por la preparación y venta artesanal de pulque, y por sus fiestas de carnaval con toritos de petate.
La actividad turística del municipio se realiza de manera regular todo el año, gracias a la producción de buen pulque, mismo que atrae a turistas nacionales y extranjeros. Tal actividad se incrementa en el periodo previo y durante la Semana Santa, pues entre los atractivos turísticos destaca el carnaval, de maneara especial la tradición de los toritos de petate, así como la coronación de la reina, misma que es elegida luego de la competencia que se da entre los barrios de Santa Cruz, San Marcos y La Doctrina en la cabecera municipal.

### Monumentos históricos
Parroquia de San Miguel, Convento-hospital e Iglesia de la virgen de La Escalera. El Templo Parroquial de San Miguel Arcángel construido en 1570 (de 50 × 12 m), es un ejemplo del estilo arquitectónico conocido como plateresco del siglo XVI, que aunque perdió su retablo primitivo y fueron modificados los capiteles de las pilastras, y mutilado el atrio, está en buen estado de conservación; podemos ver el claustro de columnas monolíticas del viejo monasterio y la «capilla abierta» donde se daba misa a los indios al aire libre. También podemos admirar, al lado del convento hospital, el Santuario de la Virgen de la Escalera, construido en 1751, es una preciosa iglesia en la cual la gente de Tarímbaro y de Morelia, le rinden culto tiernamente el 8 de septiembre.

### Edificio o Palacio del Ayuntamiento
El Palacio del Ayuntamiento es una construcción de tipo colonial que durante la primera administración del C. Baltazar Gaona S. se remodeló la primera planta y se construyó la planta alta y quedó una edificación bella y sugerente. En las paredes de la escalinata se puede apreciar el mural «Historia de Tarímbaro», del artista plástico Carlos López Tapia y fue realizado en 2007 durante la administración del C. Licenciado Elías Ortiz Cervantes.
Los edificios que están alrededor de la plaza corresponden al mismo estilo de la época colonial, lo cual, hace sumamente sugerente al turismo nacional y extranjero. Entre estos edificios destaca la Casa Ejidal, antes, «Casa del Diezmo». En el centro de la plaza hay un kiosco hecho en cantera rosada donde actualmente se llevan a cabo talleres de artes plásticas al aire libre.

### Fiestas, danzas y tradiciones

#### Cabecera municipal
- Enero 6: festividades del día de Reyes.
- Enero 29 al 2 de febrero: visita del Santo Niño de Chiquimitío a la parroquia de Tarímbaro.
- Febrero 2: procesión con la imagen del Santo Niño de Chiquimitío y bendición de los «niños dios».
- Febrero 5 al 8: conmemoración y procesión por el aniversario del martirio (1928) del Padre Bernabe de Jesús Méndez Montoya (San Bernabé).
- Febrero: carnaval: Monumental Torito de Petate, coronación de la Reina.
- 24 de febrero: aniversario de elevación a Municipio de Tarímbaro en 1930 y conmemoración del día de la bandera y «Feria del Pulque».
- Marzo o abril: carnaval (fiesta movible) Semana Santa.
- Marzo 21: acto conmemorativo por el aniversario del natalicio del benemérito de las Américas, Benito Juárez.
- Abril 25: actividades religiosas en honor de san Marcos, patrón del barrio.
- Mayo 3: fiesta de la Santa Cruz, venerada en el barrio del mismo nombre.
- Mayo 20: Elevación Santuario Diocesano ,la parroquia de San Miguel Árcangel Tarímbaro.
- Junio 11: peregrinación a pie a la catedral metropolitana de Morelia, en veneración al sagrado Corazón de Jesús, desde 1960.
- Junio 24: festejos por el día de San Juan en el barrio de La Doctrina («Palo encebado» y «Puerco encebado»).
- Junio 29: celebración en honor de san Pedro y San Pablo en el barrio de La Doctrina.
- Julio 12: peregrinación a pie a la basílica de Pátzcuaro, en veneración a Nuestra Señora de La Salud, patrona del arzobispado.
- Septiembre 8: festividad de Nuestra Señora de La Escalera.
- Septiembre 13: conmemoración por el aniversario de la gesta heroica de los Niños Héroes en la defensa del Castillo de Chapultepec.
- Septiembre 15: actividades cívico-culturales del tradicional grito de Independencia de 1810.
- Septiembre 16: desfile conmemorativo por el aniversario del inicio de la guerra de Independencia de 1810.
- Septiembre 29: celebración en honor de san Miguel Arcángel.
- Septiembre 29: aniversario de la reubicación y fundación del actual Tarímbaro.
- Septiembre 30: acto cívico conmemorativo del natalicio de don José María Morelos y Pavón.
- Octubre 7: Aniversario Coronacion Pontificia Ntra.Sra de la Escalera (1960).
- Octubre 12: acto cívico del aniversario del descubrimiento de América (1492).
- Octubre 12: acto cívico del aniversario del descubrimiento de América (1492).
- Octubre 14: dedicación para la milagrosa imagen del Señor del Hospital (Cristo de pasta de caña del siglo XVI).
- Noviembre 2: conmemoración del día de muertos: ofrendas y tianguis de flores y frutas.
- Noviembre 20: desfile cívico-militar conmemorativo del aniversario de inicio de la Revolución Mexicana.
- Noviembre 22: fiesta de Santa Cecilia (día del músico).
- Diciembre 8: festividad del dogma de la fe de la Inmaculada Concepción.
- Diciembre 12: celebración en honor a la Virgen de Guadalupe.
- Diciembre 16 al 24: tradicionales posadas y Natividad del niño Jesús.

### Danzas
Carnaval: Fiesta movible. De domingo a martes. El carnaval en Tarímbaro es la fiesta pagano-religiosa más popular ya que para esta ocasión se elaboran los monumentales toritos de petate, obras de arte e ingenio y que se han arraigado, crecido en tamaño, arte, y es una herencia que se ha heredado de generación en generación a lo largo de cuatro siglos y medio. Adquirieron fama a nivel nacional e internacional. Los toritos de petate a base de papel.

### Gastronomía
La comida típica del municipio es: mole estilo Tarímbaro, tamales con pulque, guajolote, conejo y ardilla «emborrachadas» con pulque. Se preparan como bebidas refrescantes el pulque, aguamiel y charape.

### Festividades en las tenencias

#### Téjaro
- Julio 16: fiesta de Nuestra Señora del Carmen.
- Diciembre 12: fiesta de la Virgen de Guadalupe.

#### Uruétaro
- Enero 12: fiesta de la Virgen de Guadalupe Marzo.
- 19: fiesta en honor al señor San José en Cuitzillo Grande.
- Marzo, abril: fiestas de carnaval y Semana Santa.
- Julio 16: fiesta en honor de la virgen del Carmen en Cuitzillo «El Chico».
- Noviembre: festividad en la colonia San Carlos.
- Diciembre 12: festividad a la Virgen de Guadalupe en la Colonia Miguel Hidalgo.

#### Cuto del Porvenir
- Diciembre 12: festividad en honor a la virgen de Guadalupe.
- Mayo 3: festividad de la Santa Cruz en la comunidad de Santa Cruzz.